# Ratodero
Ratodero es una localidad de Pakistán, en la provincia de Sindh.

## Demografía
Según estimación 2010 contaba con 40979 habitantes.